# Vùng trũng Sian
Vùng trũng Sian hoặc lưu vực Oversian (tiếng Ukraina: Надсіанська котловина) là một vùng đất thấp nằm ở biên giới giữa Ba Lan và Ukraine dọc theo sông San. Hầu hết khu vực này nằm ở Ba Lan ngoại trừ một phần nhỏ ở phía đông nam là ở Ukraine.
Vùng đất thấp nằm giữa Vùng cao Malopolska, Carpathian Foothills, Vùng cao Opillia và Roztochia. Ở phía đông nam, nó kéo dài đến Vùng trũng Dniester qua Phân chia San-Dniester.
Vùng trũng Sian là một vùng trũng kiến tạo dọc theo chân đồi của dãy núi Carpathian được lấp đầy bởi tầng Miocene (dày lên tới 300 m (980 ft)) bao phủ bởi băng và bồi tụ phù sa. Nó bao gồm các cao nguyên trên cao (cao nhất là Tarnohorod) bị chia cắt bởi các thung lũng của các dòng sông, như sông Tanew, sông Liubachivka, sông Shklo và sông Vyshnia. Hoàng thổ có thể được tìm thấy ở các phần của cao nguyên, và cồn cát nằm ở một số vùng cát của nó.
Một phần lớn các khu rừng ở vùng đất thấp đã bị chặt phá, mặc dù rừng thông xen lẫn linh sam và bạch dương xảy ra ở vùng cát của khu vực, và rừng linh sam trộn lẫn với cây trăn và cây phong mọc trên đất nặng hơn.
Vùng đất thấp có mật độ dân số 80 người / km 2; dân số chủ yếu là (75%) người nông thôn.